# Mighty Barrolle
Mighty Barrolle, mit vollständigen Namen Mighty Barrolle Sports Association, ist ein liberianischer Fußballverein. Beheimatet ist der Verein in der Hauptstadt Monrovia. Aktuell spielt der Klub in der ersten Liga des Landes, der First Division.

## Erfolge
- Liberianischer Meister (13)
  - 1967, 1972, 1973, 1974, 1986, 1988, 1989, 1993, 1995, 2000/01, 2004, 2006, 2009
- Liberianischer Pokalsieger (8)
  - 1974, 1978, 1981, 1983, 1984, 1985, 1986, 1995

## Stadion
Der Verein trägt seine Heimspiele im Doris Williams Stadium in Monrovia. Das Stadion hat ein Fassungsvermögen von 3000 Personen.